# Azahara Muñoz
Azahara Muñoz Guijarro (Málaga, España, 19 de noviembre de 1987) es una golfista española que juega en el LPGA Tour estadounidense y el Ladies European Tour.

## Trayectoria
Consiguió su primer torneo como profesional en el Madrid Ladies Masters 2009 del Circutio Europeo. Posteriormente logró dos victorias más en el Open de Francia Femenino integrado en el LET y otras dos en el Circuito Americano Femenino.
Fue distinguida en marzo de 2013 con el Premio Lady Golf como Mejor Jugadora Profesional española en la primera edición de estos galardones
Muñoz fue Novata del Año 2010 del LPGA Tour. En 2012 logró una victoria, dos segundos puestos y nueve top 10, por lo que terminó octava en la lista de ganancias. Desde 2011 ha disputado la Copa Solheim con la selección europea, donde ha logrado 4,5 puntos en 11 partidos.
En 2016 participa en las Olimpiadas de Río de Janeiro.

## Vida personal
En diciembre de 2015 se casó con el estadounidense Tim Vickers.

## Victorias como amateur
- 2002 (1):  Campeonato de España Absoluto.

## Victorias como profesional (6)

### LPGA Tour (1)
| N.º | Fecha              | Torneo                         | Marcador ganador | Para el par | Margen de victoria | Segundo     | Participación ganancias (€) |
| --- | ------------------ | ------------------------------ | ---------------- | ----------- | ------------------ | ----------- | --------------------------- |
| 1   | 20 de mayo de 2012 | Sybase Match Play Championship | 2&1              | 2&1         | 2&1                | Candie Kung | 375,000                     |

### Ladies European Tour (5)
| N.º | Fecha                    | Torneo                                     | Marcador ganador | Para el par | Margen de victoria | Segundo                         | Participación ganancias (€) |
| --- | ------------------------ | ------------------------------------------ | ---------------- | ----------- | ------------------ | ------------------------------- | --------------------------- |
| 1   | 3 de octubre de 2009     | Madrid Ladies Masters                      | 71–68–64=203     | -16         | Playoff 1          | Anna Nordqvist                  | 50,000                      |
| 2   | 29 de septiembre de 2013 | Lacoste Ladies Open de France              | 68–65–68–65=266  | -14         | 1 golpe            | Valentine Derrey Gwladys Nocera | 37,500                      |
| 3   | 5 de octubre de 2014     | Lacoste Ladies Open de France (2)          | 67–68–67–67=269  | -11         | 1 golpe            | Amy Boulden María Hernández     | 37,500                      |
| 4   | 25 de septiembre de 2016 | Andalucía Costa del Sol Open de España     | 72–66–70–70=278  | -10         | 1 golpe            | Beth Allen                      | 45,000                      |
| 5   | 24 de septiembre de 2017 | Andalucía Costa del Sol Open de España (2) | 69–64–67–69=269  | -19         | 2 golpes           | Carlota Ciganda Lee-Anne Pace   | 45,000                      |

1 Muñoz logró un putt eagle bastante alejado en el primer hoyo del playoff para lograr la victoria en su primer torneo como profesional.

## Resultados en los grandes de la LPGA
| Torneo                   | 2009 | 2010 | 2011 | 2012 | 2013 | 2014 | 2015 | 2016 | 2017 | 2018 |
| ------------------------ | ---- | ---- | ---- | ---- | ---- | ---- | ---- | ---- | ---- | ---- |
| Inspiration              | T40  | NJ   | T52  | T15  | CUT  | T7   | NJ   | T56  | T27  | T20  |
| U.S. Women's Open        | T40  | T19  | T45  | T21  | T48  | T22  | T32  | CUT  | 62   | T41  |
| Women's PGA Championship | NJ   | T11  | T8   | CUT  | CUT  | T4   | T53  | T30  | CUT  | CUT  |
| Women's British Open     | CUT  | T19  | T49  | CUT  | CUT  | T12  | T50  | T17  | T23  | T47  |
| The Evian Championship ^ |      |      |      |      | T19  | T24  | CUT  | 72   | T48  | T33  |

^ The Evian Championship fue añadido como un grande en 2013.

NJ = no jugó

CUT = no pasó el corte

"T" = empate

En fondo amarillo cuando finalizó entre las 10 primeras.

## Resumen del Tour LPGA
| Año  | Torneos jugados | Cortes pasados | Ganados | 2. puesto | 3. puesto | Top 10 | Mejor clasificación | Ganancias (US$) | Puesto ranking ganancias | Media puntuación | Puesto puntuación |
| ---- | --------------- | -------------- | ------- | --------- | --------- | ------ | ------------------- | --------------- | ------------------------ | ---------------- | ----------------- |
| 2009 | 3               | 2              | 0       | 0         | 0         | 0      | T40                 | n/a             | n/a                      | 75.00            | n/a               |
| 2010 | 21              | 17             | 0       | 0         | 0         | 2      | T4                  | 402,497         | 30                       | 71.29            | 17                |
| 2011 | 23              | 21             | 0       | 1         | 1         | 3      | T2                  | 520,269         | 24                       | 72.11            | 30                |
| 2012 | 26              | 22             | 1       | 2         | 1         | 9      | 1                   | 1,230,751       | 8                        | 70.90            | 9                 |
| 2013 | 26              | 21             | 0       | 1         | 0         | 3      | 2                   | 457,996         | 31                       | 71.50            | 28                |
| 2014 | 27              | 26             | 0       | 2         | 0         | 10     | 2                   | 1,051,332       | 9                        | 70.47            | 8                 |
| 2015 | 23              | 21             | 0       | 0         | 1         | 5      | T3                  | 504,100         | 32                       | 71.28            | 23                |
| 2016 | 27              | 24             | 0       | 0         | 0         | 5      | T3                  | 440,802         | 43                       | 71.34            | 37                |
| 2017 | 26              | 21             | 0       | 0         | 0         | 0      | T15                 | 286,417         | 63                       | 71.47            | 61                |

- actualizado el 19 de octubre de 2018[4]

## Apariciones en equipo
Amateur
- Junior Solheim Cup (representando a Europa): 2002, 2003 (ganadoras), 2005
- Espirito Santo Trophy (representando a España): 2008

Profesional
- Solheim Cup (representando a Europa): 2011 (ganadoras), 2013 (ganadoras), 2015, 2019 (ganadoras)
- International Crown (representando a España): 2014 (ganadoras)

### Registro en la Soldheim Cup
| Año    | Total Partidos | Total W-L-H | Individuales W-L-H                    | A cuatro W-L-H                                               | Fourballs W-L-H                                    | Puntos Ganados | Puntos % |
| ------ | -------------- | ----------- | ------------------------------------- | ------------------------------------------------------------ | -------------------------------------------------- | -------------- | -------- |
| Career | 11             | 4-6-1       | 1-2-0                                 | 2-2-1                                                        | 1-2-0                                              | 4.5            | 40.1%    |
| 2011   | 4              | 2-1-1       | 1-0-0 derrotó a A. Stanford 1 arriba  | 1-0-1 ganó con C. Matthew 3&2, medias con C. Matthew         | 0-1-0 perdió con M. Hjorth 3&1                     | 2.5            | 62.5%    |
| 2013   | 4              | 2-2-0       | 0-1-0 perdió contra Brittany Lang 2&1 | 1-1-0 ganó con Karine Icher 2&1, perdió con K. Icher 1 abajo | 1-0-0 ganó con Carlota Ciganda 1 arriba            | 2              | 50%      |
| 2015   | 3              | 0-3-0       | 0-1-0 perdió contra Lizette Salas 3&1 | 0-1-0 perdió con Karine Icher 2&1                            | 0-1-0 perdió con Carlota Ciganda 3&2               | 0              | 0%       |
| 2019   | 5              | 2-2-1       | 0-1-0 perdió contra A. Yin 2&1        | 2-0-0 ganó con C. Hull 2&1 ganó con C. Hull 4&3              | 0–1–1 empató con C. Hull perdió con C. Ciganda 2&1 | 2.5            | 50%      |